# Kokica
Kokica (kokošica, ružica, lat. Ophrys), rod malenih trajnica iz porodice orhideja kojemu pripada tridesetak vrsta i veliki broj hibridnih vrsta, raširenih uglavnom po Europi, te u jugozapadnoj Aziji i sjevernoj Africi.
Znatan broj raste i u Hrvatskoj. Dinarska kokica podvrsta je bumbarove kokice ili mačkovog uha (O. fuciflora) i priznata je kao Ophrys fuciflora subsp. fuciflora. Kvarnerska kokica također nema status vrste i priznata je kao Ophrys scolopax subsp. cornuta. Crnogorska kokica podvrsta je kokice paučice (O. sphegodes subsp. sphegodes)

## Vrste
1. Ophrys × albertiana E.G.Camus
2. Ophrys × angelarum Gennaio, Gargiulo, Medagli & Chetta
3. Ophrys × apicula J.C.Schmidt ex Rchb.f.
4. Ophrys apifera Huds., pčelina kokica
5. Ophrys × arachnitiformis Gren. & M.Philippe
6. Ophrys × araniferiformis Dalla Torre & Sarnth.
7. Ophrys argolica H.Fleischm.
8. Ophrys × barbaricina M.Allard & M.P.Grasso
9. Ophrys × battandieri E.G.Camus
10. Ophrys × baumanniana Soó
11. Ophrys bertolonii Moretti, Bertolonijeva kokica
12. Ophrys bombyliflora Link, svilena cvjetna kokica
13. Ophrys × borgersiae P.Delforge
14. Ophrys × bourlieri Maire
15. Ophrys × breieri Wallenwein & Saad
16. Ophrys × brigittae H.Baumann
17. Ophrys × brigodeana P.Delforge
18. Ophrys × campolati O.Danesch & E.Danesch
19. Ophrys × carica H.Baumann & Künkele
20. Ophrys × carpinensis O.Danesch & E.Danesch
21. Ophrys × carquierannensis E.G.Camus
22. Ophrys × chobautii G.Keller ex B.Tyteca & D.Tyteca
23. Ophrys × cicmiriana P.Delforge
24. Ophrys cilicica Schltr.
25. Ophrys × circaea W.Rossi & Prola
26. Ophrys × circlarium Pellegrino
27. Ophrys × clapensis Balayer
28. Ophrys × climacis Heimeier & Perschke
29. Ophrys × cranbrookeana Godfery
30. Ophrys cretica (Vierh.) E.Nelson
31. Ophrys × cugniensis Soca
32. Ophrys × daneschiana W.J.Schrenk
33. Ophrys × denisiana H.Baumann, Künkele & R.Lorenz
34. Ophrys × devenensis Rchb.f.
35. Ophrys × diakoptensis M.Bayer
36. Ophrys × domus-maria M.P.Grasso
37. Ophrys × eliasii Sennen ex E.G.Camus & A.Camus
38. Ophrys × emmae G.Keller ex H.Wettst.
39. Ophrys × epidavrensis G.Eberle
40. Ophrys × ettlingeriana P.Delforge
41. Ophrys × extorris Soó
42. Ophrys × feldwegiana B.Baumann & H.Baumann
43. Ophrys × fernandii Rolfe
44. Ophrys × ferruginea W.Rossi & Liuti
45. Ophrys ferrum-equinum Desf.
46. Ophrys × flavicans Vis.,  žučkasta dalmatinska kokica
47. Ophrys fuciflora (F.W.Schmidt) Moench, bumbarova kokica
48. Ophrys fusca Link, smeđa kokica
49. Ophrys × grafiana Soó
50. Ophrys × grampinii Cortesi
51. Ophrys × gumprechtii O.Danesch & E.Danesch
52. Ophrys × heraultii G.Keller ex Schrenk
53. Ophrys insectifera L., muhina kokica
54. Ophrys isaura Renz & Taubenheim
55. Ophrys × jansenii P.Delforge
56. Ophrys × kalteiseniana B.Baumann & H.Baumann
57. Ophrys × kelleri Godfery
58. Ophrys × kohlmuellerorum Soca
59. Ophrys kojurensis Gölz
60. Ophrys konyana Kreutz & Ruedi Peter
61. Ophrys kopetdagensis K.P.Popov & Neshat.
62. Ophrys kotschyi H.Fleischm. & Soó
63. Ophrys kreutzii W.Hahn, R.Wegener & J.Mast
64. Ophrys × kulpensis Kreutz
65. Ophrys × laconensis Scrugli & M.P.Grasso
66. Ophrys × laconica H.Baumann & Künkele
67. Ophrys × liceana Renz & Taubenheim
68. Ophrys × lievreae Maire
69. Ophrys × luizetii E.G.Camus
70. Ophrys lutea Cav.
71. Ophrys lycia Renz & Taubenheim
72. Ophrys × macchiatii E.G.Camus
73. Ophrys × maladroxiensis Scrugli, Todde & Cogoni
74. Ophrys × maremmae O.Danesch & E.Danesch
75. Ophrys × mariae F.Fohringer
76. Ophrys × marmarensis H.Baumann & Künkele
77. Ophrys × methonensis H.Baumann & Künkele
78. Ophrys × minuticauda Duffort
79. Ophrys × montis-angeli O.Danesch & E.Danesch
80. Ophrys × montis-grossi Kohlmüller
81. Ophrys × moreana H.Baumann & Künkele
82. Ophrys × morisii (Martelli) G.Keller & Soó
83. Ophrys × nelsonii Contré & Delamain
84. Ophrys × neocamusii Godfery
85. Ophrys × neoruppertii A.Camus ex Ruppert
86. Ophrys × nouletii E.G.Camus
87. Ophrys × olbiensis E.G.Camus
88. Ophrys omegaifera H.Fleischm.
89. Ophrys × painiana P.Delforge
90. Ophrys × paphosiana H.Baumann & Künkele
91. Ophrys × pardui Giotta & Piccitto
92. Ophrys × parenzani Medagli, D'Emerico & Ruggiero
93. Ophrys × parvaisiana P.Delforge
94. Ophrys × peltieri Maire
95. Ophrys × personei Cortesi
96. Ophrys × pietzschii Kümpel ex Rumsey & H.J.Crouch
97. Ophrys × pizzulensis Soca
98. Ophrys × placotica B.Willing & E.Willing
99. Ophrys × plorae C.Alibertis & A.Alibertis
100. Ophrys × pseudofusca Albert & Camus
101. Ophrys × pseudoquadriloba Renz
102. Ophrys × quintartiana P.Delforge
103. Ophrys × rainei Albert & Jahand.
104. Ophrys × rasbachii G.Eberle
105. Ophrys × rauschertii Kümpel
106. Ophrys × raynaudii P.Delforge
107. Ophrys × rechingeri Soó
108. Ophrys × regis-minois Halx
109. Ophrys reinholdii Spruner ex Fleischm.
110. Ophrys × resurrecta O.Danesch & E.Danesch
111. Ophrys × salvatoris O.Danesch & E.Danesch
112. Ophrys schulzei Bornm. & Fleischm.
113. Ophrys scolopax Cav.
114. Ophrys × semibombyliflora E.G.Camus
115. Ophrys × sicana H.Baumann & Künkele
116. Ophrys sicula Tineo
117. Ophrys × sienaertiana P.Delforge
118. Ophrys × soller M.Henkel
119. Ophrys × sommieri E.G.Camus ex Cortesi
120. Ophrys × sorrentinoi Lojac.
121. Ophrys speculum Link
122. Ophrys sphegodes Mill.,  kokica paučica
123. Ophrys × spuria G.Keller ex Reinhard
124. Ophrys × stefaniae G.Kretzschmar & H.Kretzschmar
125. Ophrys × sulcitana Scrugli, Todde & Cogoni
126. Ophrys tenthredinifera Willd., pilasta muha orhideja
127. Ophrys × terschureniana P.Delforge
128. Ophrys × torrensis H.Dekker
129. Ophrys tremoris Gämperle & Gölz
130. Ophrys × turiana J.E.Arnold
131. Ophrys ulupinara W.Hahn, Passin & R.Wegener
132. Ophrys umbilicata Desf.
133. Ophrys urteae Paulus
134. Ophrys × vamvakiae Kohlmüller
135. Ophrys × varvarae Faller & Kreutz
136. Ophrys × vernonensis O.Danesch & E.Danesch
137. Ophrys × vespertilio W.Rossi & Contorni
138. Ophrys × vetula Risso
139. Ophrys × waldmanniana Soó
140. Ophrys zagrica Gölz